# Wanaka

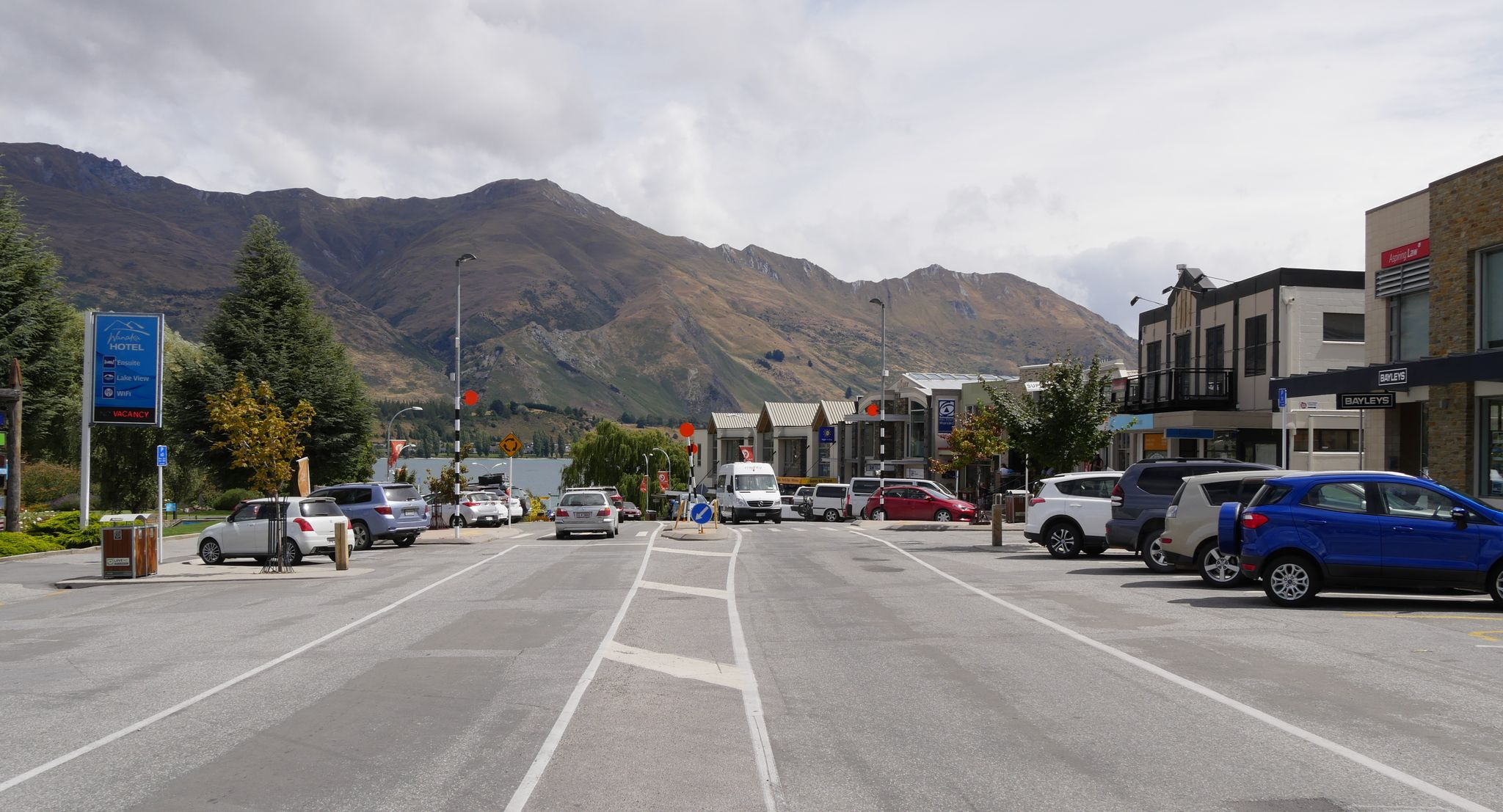
Ardmore Street mit Blick auf den See und die Berge

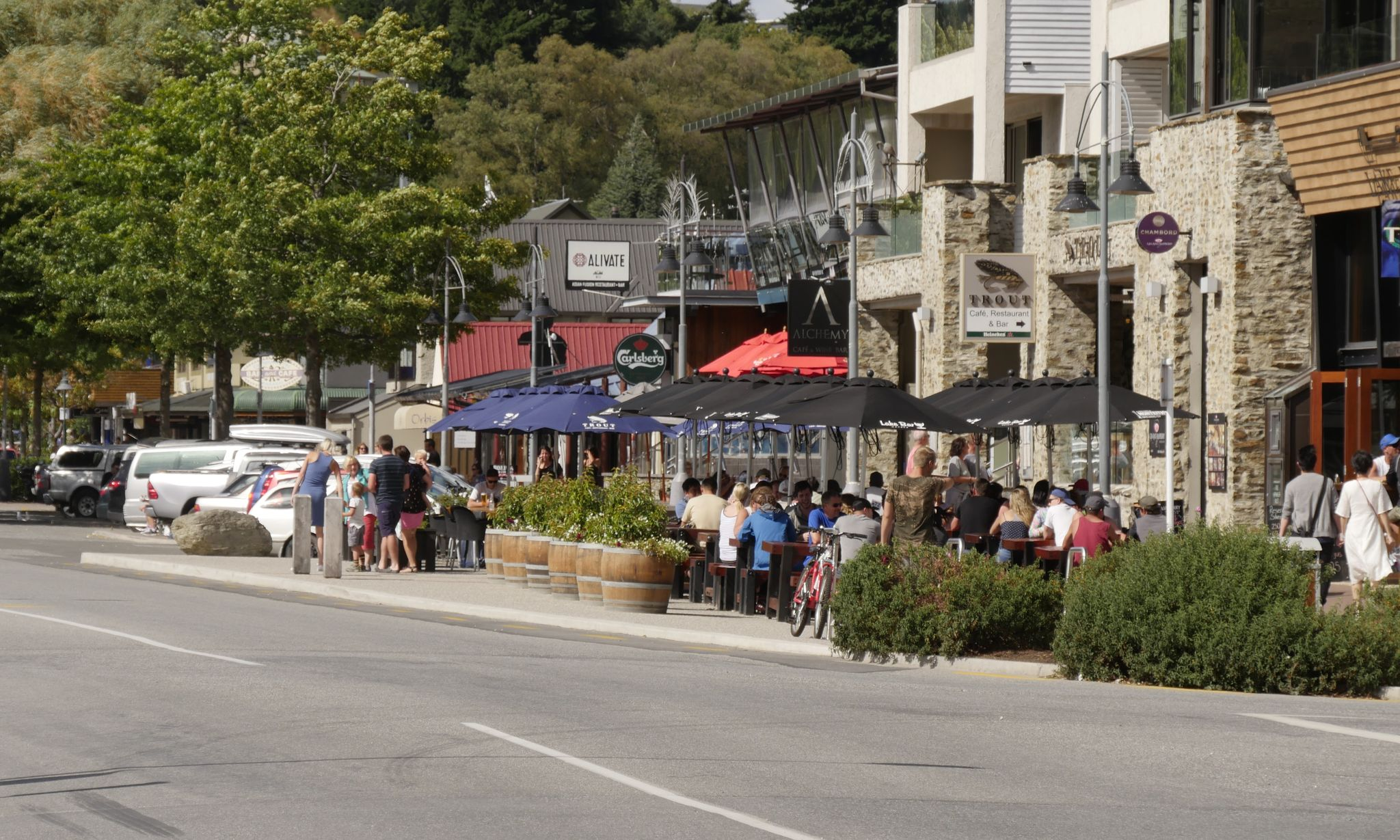
Ardmore Street Restaurants mit Seeblick

Wanaka, in Māori-schreibweise: Wānaka, ist eine kleine Stadt im Queenstown-Lakes District der Region Otago auf der Südinsel von Neuseeland.

## Geographie
Wanaka befindet sich rund 50 km nordöstlich von Queenstown (70 Straßenkilometer) und gut 40 km nördlich von Cromwell am südlichen Ende des Lake Wānaka. Der Ort umschließt die Roys Bay des Sees. In Wanaka endet der nur 3 km lange New Zealand State Highway 84, der den Ort an den New Zealand State Highway 6 anbindet, über den Wanaka mit Haast im Norden an der Westküste und im Süden mit Cromwell verbindet.

## Geschichte
Die Siedlung an der Roys Bay entstand während des Otago-Goldrauschs und als im Lindis River, gut 30 km südwestlich von Wanaka, Gold gefunden wurde. In dieser Zeit boomte vor allem die Forstwirtschaft, da Holz für den Ausbau der Bergwerke dringend benötigt wurde. Nach dem Goldrausch wurde es ruhiger im Ort. Von 1894 bis 1922 wurde über die Region eine Prohibition verhängt, die die Ortsbewohner aber dadurch umgangen, indem sie zum Feiern und Alkohol trinken auf Ruby Island fuhren, eine kleine Insel im Lake Wānaka.
Bis zum Jahr 1940 war Wanaka unter dem Namen Roys Bay oder Pembroke bekannt, wurde dann aber in den heutigen Namen umbenannt. Heute ist der Ort außerordentlich stark durch den Tourismus geprägt.

## Bevölkerung
Für viele Jahre war Wanaka ein ruhiger Ort für Sommerurlauber, doch der Ort wurde zusehends beliebter. So verdoppelte sich die Anzahl der Bewohner von 1996 bis 2006 auf 5040 Einwohner. Zum Zensus des Jahres 2013 zählte die Stadt 6471 Einwohner, 28,4 % mehr als zur Volkszählung im Jahr 2006.

## Wirtschaft
Haupteinnahmequelle der Stadt stellt der Tourismussektor dar. Aber auch für den Weinanbau mit sehr guten Lagen ist Wanaka bekannt.

## The Wanaka Sun
The Wanaka Sun ist eine lokal erscheinende Zeitung des Ortes (Community Newspaper), die wöchentlich in einer Auflage von 15.000 Exemplaren herausgegeben wird.

## Sehenswürdigkeiten
- Puzzling World, eine touristische Attraktion mit einem zweistöckigen Labyrinth errichtet von Stuart Landsborough.
- National Transport and Toy Museum, in dem viele alte Autos besichtigt werden können.
- New Zealand Fighter Pilots Museum, mit einer der größten Sammlung von Kampfflugzeugen in Neuseeland.
- Cinema Paradiso, in dem Sofas und ein altes Cabrio als Kinositze dienen.
- Die Berge und Seen rund um Wanaka und Queenstown, die als Kulisse für einige Szenen aus der Trilogie Herr der Ringe und dem Film Der Hobbit dienten.
- Warbird over Wanaka, Flugschau mit historischen Flugzeugen, die alle zwei Jahre in Wanaka veranstaltet wird.
- 20 km südlich der Stadt befindet sich der BH-Zaun von Cardrona.

## Sport und Freizeit
Vor allem im Winter kommen Skiläufer und Snowboarder zu den drei alpinen Skigebieten Treble Cone, Cardrona und Snowpark.
Im Sommer ziehen der See und die Wildwasserflüsse mit Wakeboarding, Rafting, Sledging, Kajakfahren und Canyoning die Touristen an. Des Weiteren sind Paragliding, Tandemfallsprünge oder Helibiking, sowie Segeln und Fischen möglich. Wanaka ist außerdem Ausgangspunkt verschiedener Wandertouren in den umliegenden Bergen und den Mount Aspiring National Park.
Jährlich im Januar findet am Fuße des Mount Aspiring die Challenge Wanaka statt – ein Triathlon über die Ironman-Distanz (3,86 km Schwimmen, 180,2 km Radfahren und 42,195 km Laufen).

## Galerie

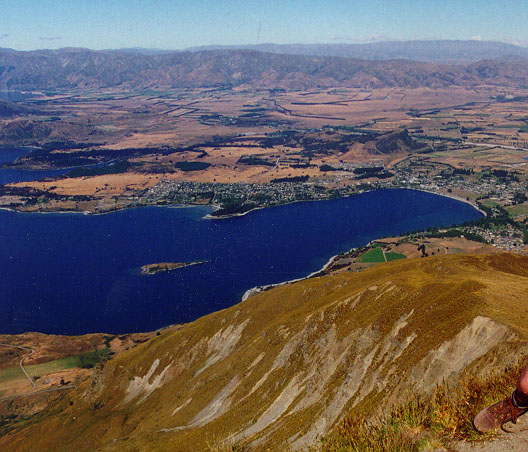
Blick auf Wanaka vom Roys Peak. Im Hintergrund der Clutha River/Mata-Au, links oben ist das südliche Ende des Lake Hāwea erkennbar
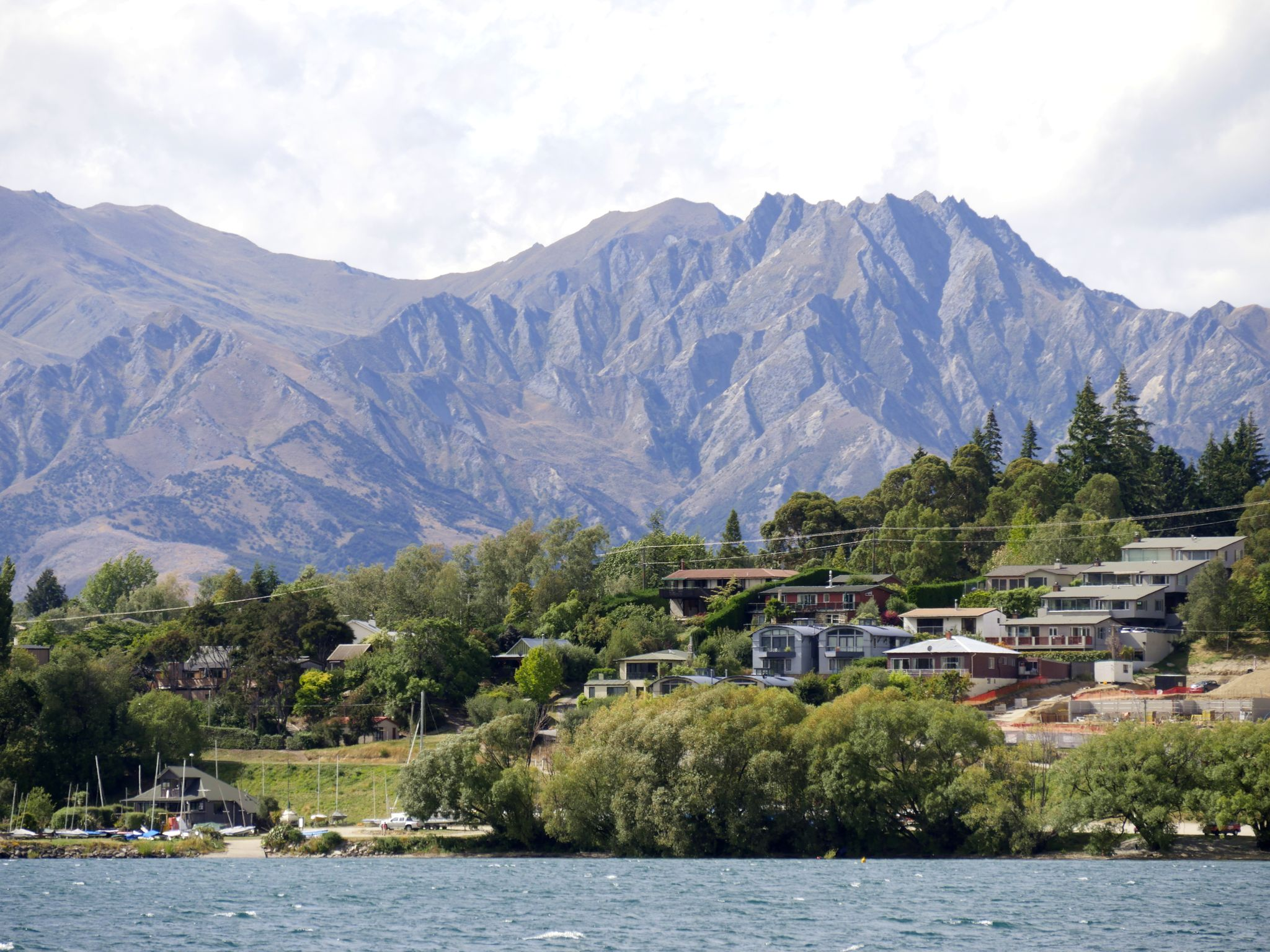
Wanaka Ost mit Bergen im Hintergrund
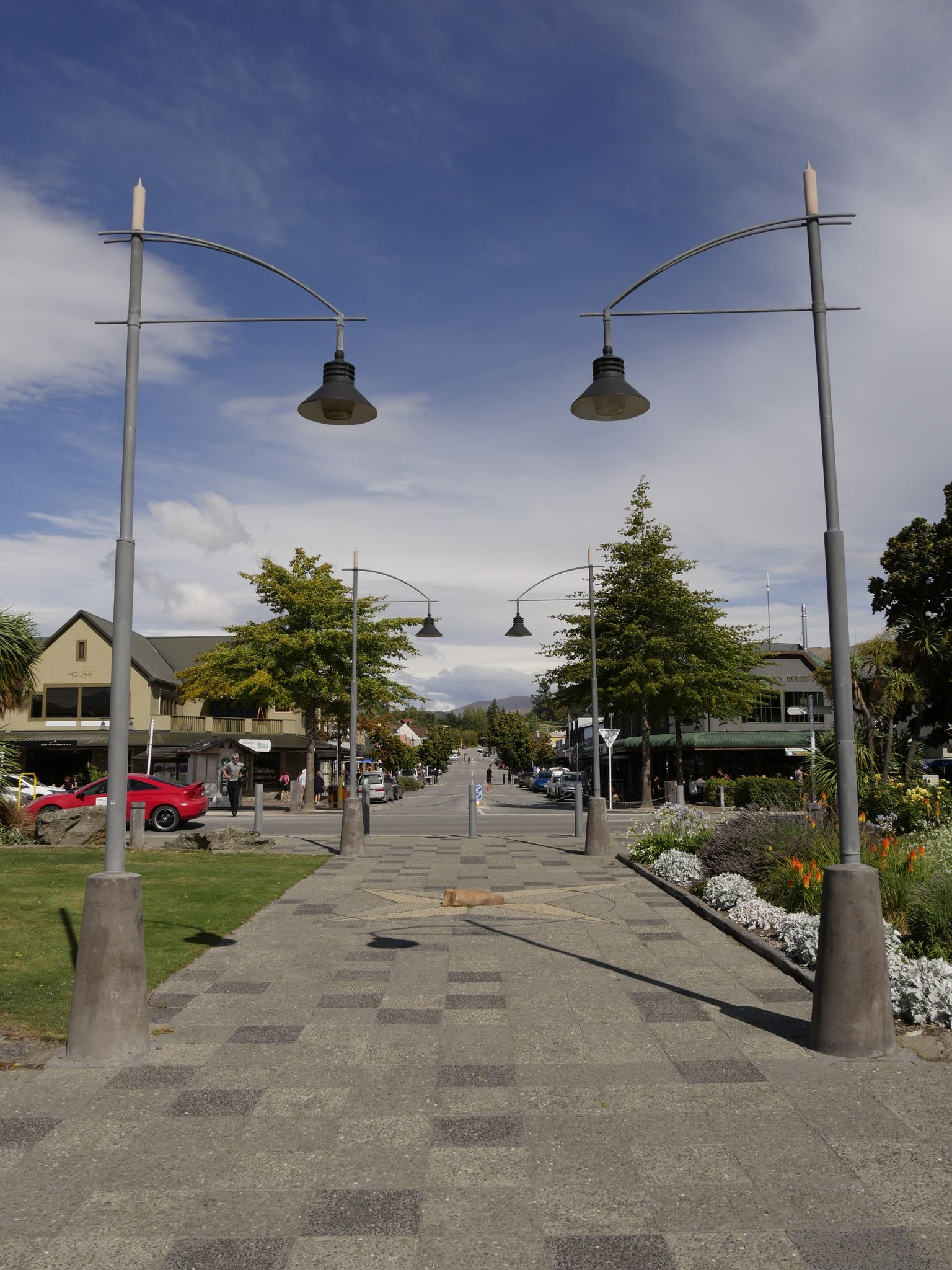
Ardmore Street mit Blick in die Dungarvon Street
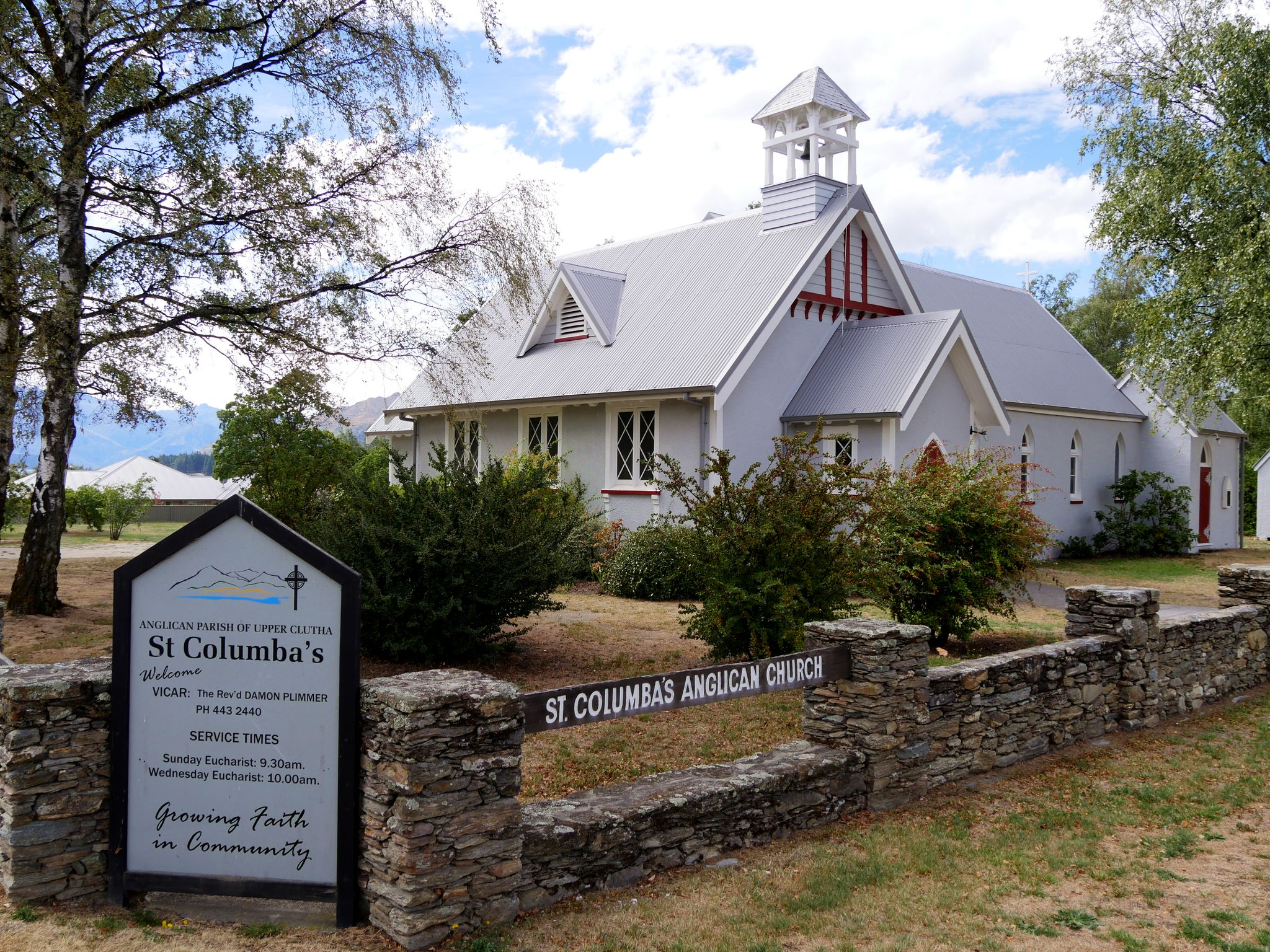
Denkmalgeschützte St Columba's Anglican Church
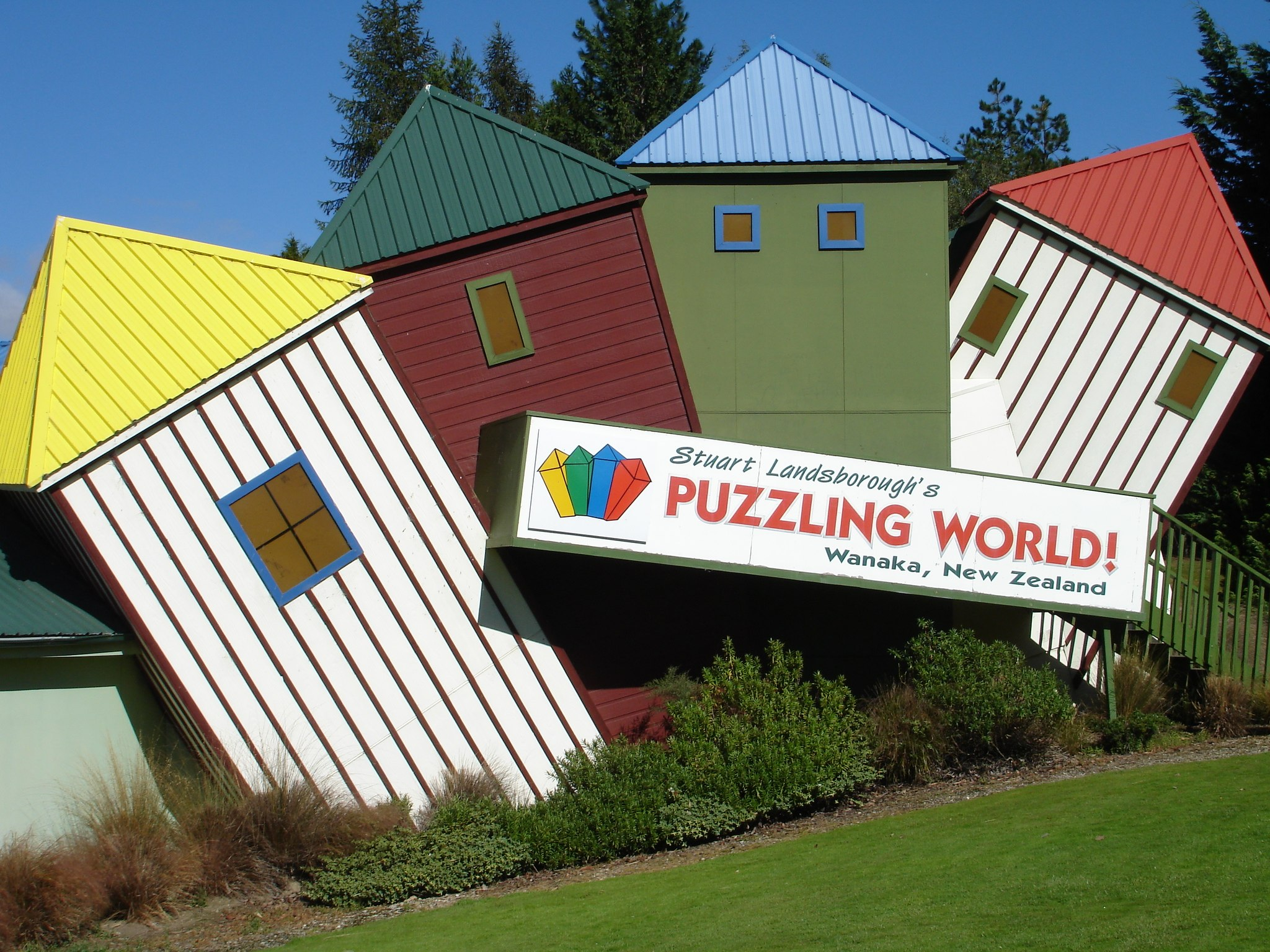
Puzzling World